# Martha T. Roth
Martha Tobi Roth (* 1952) ist eine US-amerikanische Altorientalistin und Professorin am Institute for the Study of Ancient Cultures (bis 2023 Oriental Institute) der University of Chicago.
Roth studierte an der Case Western Reserve University, wo sie 1974 den Bachelor-Grad erhielt. 1979 wurde sie an der University of Pennsylvania in Orientalistik zum PhD promoviert. Nach einem Jahr als „Research Associate“ wurde sie Associate Professor am Oriental Institute der University of Chicago, wo sie seitdem lehrt und unter anderem ab 1996 das Chicago Assyrian Dictionary herausgab. Ihr Forschungsschwerpunkt liegt in der Rechts- und Sozialgeschichte des Alten Orients. Dabei beschäftigt sie sich insbesondere mit dem Familienrecht, rechtlichen und sozialen Problemen von Frauen sowie der Erfassung und Überlieferung von Gesetzen. Von 2007 bis 2016 bekleidete sie auch die Funktion des Dekans der Geisteswissenschaftlichen Fakultät der University of Chicago (Dean of the Humanities).

## Veröffentlichungen (Auswahl)
- Law collections from Mesopotamia and Asia Minor (= Writings from the ancient World 6). Scholars Press, Atlanta GA 1995, ISBN 0-7885-0104-6 (2. Auflage. ebenda 1997, ISBN 0-7885-0378-2).
- Babylonian marriage agreements. 7th – 3rd centuries B.C. (= Alter Orient und Altes Testament 222). Kevelaer u. a., Butzon & Bercker u. a. 1989, ISBN 3-7666-9636-X.